# フォロー・ミー (映画)
『フォロー・ミー』（Follow Me!/The Public Eye）は、1972年公開のアメリカ合衆国の恋愛映画。キャロル・リード監督。
日本では1973年に東京のみゆき座でロードショー公開された。

## 概要
ユニバーサル映画製作。配給はCIC。『第三の男』のキャロル・リード監督が、ピーター・シェーファーの舞台劇『THE PRIVATE EAR AND THE PUBLIC EYE』を原作に、ロンドンの街を舞台にして、男性2人、女性1人の不思議な三角関係を綴る。1976年4月に逝去したリード監督の遺作でもある。主演はミア・ファロー。ジョン・バリーによる主題曲が随所に使用されている。日本でも小ヒットした「フォロー・ミー」（原タイトルは、「フォロー、フォロー」）は、テルマ・キーティングが歌っている。
リバイバル公開はもちろん、ビデオやLD、DVDといったパッケージ化はされていなかった。しかし、東宝系の劇場を中心に企画上映された「午前十時の映画祭」で、50作品の一本に選ばれ、2010年2月から全国を巡回興行している。11月26日、世界に先駆けてDVDリリースされ、現在はBD版も販売されている。

## ストーリー
英国の上流階級出身で一流の公認会計士チャールズは、気ままな旅行をしていた米国生まれのベリンダと知り合い、結婚。しかし、チャールズの言うところの「育ちの違い」なのか、二人の間はやがてギクシャクしていく。約束の時間を守れず、家を空けてばかりのベリンダに浮気を疑ったチャールズは素行調査を依頼。探偵クリストフォルーがマカロンを食べながら、ベリンダの尾行を始めるが、ロンドンの街を彷徨う彼女の姿を見て探偵はあることに気づくのだった。

## キャスト
| 役名                         | 俳優                       | 日本語吹替                                                              |
| 役名                         | 俳優                       | 日本テレビ版                                                            |
| ---------------------------- | -------------------------- | ----------------------------------------------------------------------- |
| ベリンダ・シドリー           | ミア・ファロー             | 倉野章子                                                                |
| チャールズ・シドリー         | マイケル・ジェイストン     | 西沢利明                                                                |
| ジュリアン・クリストフォルー | トポル                     | 石田太郎                                                                |
| シドリー夫人                 | マーガレット・ローリングス | 沼波輝枝                                                                |
| メイヒュー                   | ダドリー・フォスター       | 寺島幹夫                                                                |
| フレイマー                   | アネット・クロスビー       | 麻生美代子                                                              |
| スクランプトン               | マイケル・バーリントン     | 北村弘一                                                                |
| 不明 その他                  |                            | 仲木隆司 島美弥子 鈴木泰明 津田延代 川路夏子 村松康雄 細井重之 安原義人 |
|                              |                            |                                                                         |
| 演出                         | 演出                       | 左近允洋                                                                |
| 翻訳                         | 翻訳                       | 額田やえ子                                                              |
| 効果                         | 効果                       | PAG                                                                     |
| 調整                         | 調整                       | 栗林秀年                                                                |
| 制作                         | 制作                       | グロービジョン                                                          |
| 解説                         | 解説                       | 水野晴郎                                                                |
| 初回放送                     | 初回放送                   | 1977年12月7日 『水曜ロードショー』                                      |

※吹替は上記の他にも、小原乃梨子がミア・ファローを吹替えた機内上映版も存在する。

## 特記
- 米国タイトルは "The Public Eye" だが、少々分かりづらいからと、英国などそれ以外の国では "Follow Me!" のタイトルで公開された。
- 「午前十時の映画祭」では、『ショーシャンクの空に』『サウンド・オブ・ミュージック』『ニュー・シネマ・パラダイス』に次いでリクエスト第4位に選出された。ただ50歳以上のリクエストでは、第1位であった。
- 劇中ベリンダが見るホラー映画は、『吸血鬼ドラキュラの花嫁』『フランケンシュタインの逆襲』などイギリスのハマー・フィルム・プロダクションの作品。その看板スター、ピーター・カッシングが主演している。
- 劇中に登場する『ロミオとジュリエット』は、フランコ・ゼフィレッリ監督の1968年制作作品。ロミオ役にレナード・ホワイティングが出ているが、ジュリエット役のオリヴィア・ハッセーの顔は見えない。
- 周防正行監督が大好きな作品の一つにあげている。その代表作『Shall we ダンス?』では、夫の浮気を疑う妻が訪れた探偵事務所に『フォロー・ミー』のポスターが貼ってある。柄本明演じる三輪徹は、かつてサラリーマン時代に偶然見た『フォロー・ミー』に惚れ込み、実際に探偵になってしまったという設定。三輪徹という名前は、主演の二人、ミア（三輪）・ファロー、トポル（徹）から取った事が『Shall we ダンス?』パンフレットに記されている。
- 『半落ち』の佐々部清監督も、そのホームページ「おすすめシネマ」の中でこの作品を大好きな映画だと語っている。
- キネマ旬報の外国映画ベスト・テンでは18位で、読者選出のベスト10では5位であった。
- 小路幸也の小説『東京公園』は、巻末に for follow me と記載されている通り、この作品をリスペクトして執筆されている。

## ロケ地
この作品ではミア・ファローとトポルと共にロンドン名所巡りが疑似体験できる。
- ハンプトン・コート
- ナショナル・ギャラリー
- ハイド・パーク

## 原作の日本での上演
- 1982年9月 「他人の目」劇団昴 荒川哲生訳、演出　日本大学理工学部９０１講堂
- 1989年1月　「フォロー・ミー」常田景子演出 世田谷美術館中庭
- 1991年1月　「他人の目」木山事務所 荒川哲生訳、林まさみち演出  下北沢駅前劇場
- 2005年1月 「フォロー・ミー　三人でケンジントン公園を」劇団ブルーベリイ・パイ・ファミリー　平山真理子訳、東山治樹演出　ティアラこうとう

（早大現代演劇上演記録データベースより）